# Pierre-André Latreille
Pour les articles homonymes, voir Latreille.
Pierre-André Latreille (né le 20 novembre 1762 à Brive-la-Gaillarde et mort le 6 février 1833 à Paris) est un entomologiste français.
Il publie son premier ouvrage important en 1796 (Précis des caractères génériques des insectes) et travaille au Muséum national d'histoire naturelle. Son travail sur la systématique et la taxonomie des arthropodes lui vaut le respect et de nombreux éloges, et notamment le fait que Georges Cuvier lui demande d'écrire le volume sur les arthropodes de son œuvre monumentale Le règne animal, seule partie qui ne soit pas écrite par Cuvier.
Latreille est considéré comme l'entomologiste le plus important de son temps et est décrit par l'un de ses élèves comme « le prince des entomologistes ».

## Biographie

### Jeunesse

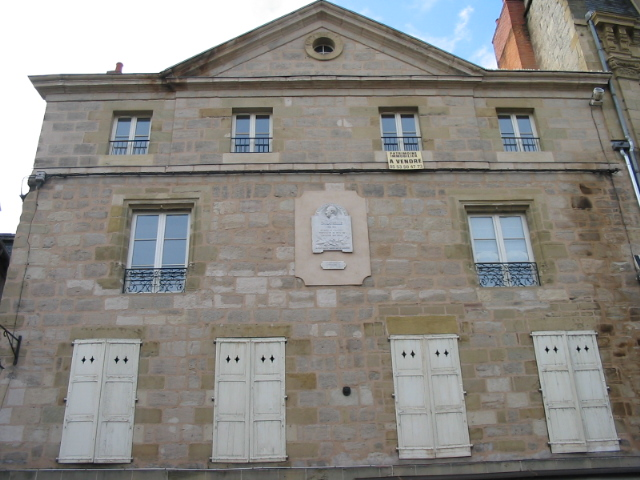
Maison natale à Brive-la-Gaillarde

Fils naturel de Jean de Sahuguet d'Amarzit, baron d'Espagnac (gouverneur des Invalides en 1766), il est abandonné à sa naissance par sa mère et ne sera jamais reconnu par son père. Il est élevé dans une famille très modeste. Il fait ses études au collège de Brive puis à Paris au collège du cardinal Lemoine. Il est ordonné diacre en 1786, puis vraisemblablement prêtre, et retourne à Brive où il consacre, avec l'aide financière du baron d'Espagnac, son temps libre à l'entomologie. Il revient à Paris en 1788.
Au cours de ses études, Latreille s'intéresse à l'histoire naturelle en visitant le Jardin du Roi planté par Georges-Louis Leclerc, comte de Buffon et en attrapant des insectes autour de Paris. Il suit des cours de botanique de René Just Haüy, qui le font entrer en contact avec Jean-Baptiste Lamarck.

### Sous la Révolution
Refusant de prêter serment à la constitution civile du clergé à la Révolution, il est arrêté en 1793, emprisonné à Bordeaux et condamné à la déportation au bagne de Cayenne. Latreille se plaisait à raconter qu'il devait la vie à un insecte (un coléoptère, la Nécrobie à col roux, Necrobia ruficollis) qu'il avait découvert dans sa geôle.
À l'automne 1794, le médecin de la prison, voyant son érudition entomologique, le signale au jeune naturaliste local Jean-Baptiste Bory de Saint-Vincent (il a alors 15 ans et connaît déjà ses travaux), qui le fait libérer in extremis, peu avant sa déportation. Cette intervention lui sauva la vie puisque le navire «le Républicain» qui devait l'emmener en Guyane sombra devant le phare de Cordouan avec tous les prisonniers se trouvant à son bord,. Latreille et Bory de Saint-Vincent resteront par la suite amis pour le restant de leurs jours.
En 1792, la publication de son Mémoire sur les mutilles découvertes en France le fait reconnaître dans la communauté scientifique et admettre comme correspondant dans la société d'histoire naturelle. Par la suite, Latreille vit comme enseignant et correspond avec divers entomologistes, dont Johan Christian Fabricius.

### Carrière académique et dernières années

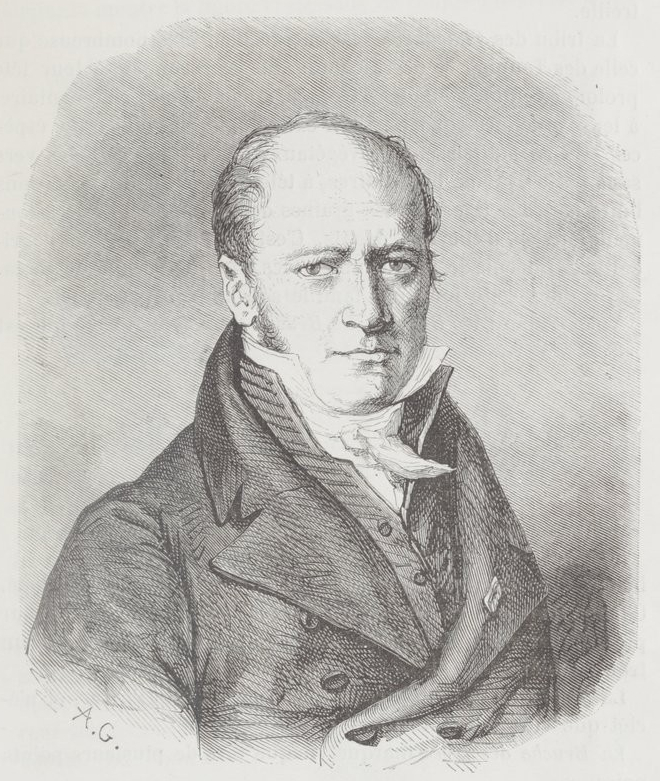
Portrait de Pierre-André Latreille (publié dans Les Insectes, 1875).

En 1796, sous les encouragements de Fabricius, Latreille publie à ses frais son Précis des caractères génériques des insectes, disposés dans un ordre naturel. Il est brièvement assigné à résidence en 1797 et ses livres sont confisqués, mais l'influence de Georges Cuvier, de Bernard-Germain de Lacépède et de Jean-Baptiste Lamarck (tous titulaires d'une chaire de zoologie au Muséum national d'histoire naturelle) parvient à le faire libérer. En 1798, Latreille est nommé au Muséum, où il travaille aux côtés de Lamarck, conservant les collections d'arthropodes, et publiant un certain nombre de travaux de zoologie.
Après le décès de l'entomologiste Guillaume-Antoine Olivier en 1814, Latreille lui succède en tant que membre titulaire de l'Académie des sciences de l'Institut de France. Au cours des années suivantes, Latreille est particulièrement productif, produisant d'importants documents pour les Mémoires du Muséum, l'ensemble du volume sur les arthropodes pour Le Règne animal de Georges Cuvier (1817) et des centaines d'entrées dans le Nouveau Dictionnaire d'Histoire Naturelle sur des sujets d'entomologie. Lorsque Lamarck devient progressivement aveugle, Latreille assume une part croissante de ses travaux d'enseignement et de recherche. En 1821, il est nommé chevalier de la Légion d'honneur.
En 1825, il fait paraître les Familles naturelles du règne animal où il sépare les amphibiens des reptiles, suivant en cela les travaux d'Alexandre Brongniart. Il est professeur de zoologie à l'École vétérinaire d'Alfort. À la mort de Lamarck en 1830, la chaire de zoologie des invertébrés, au Muséum, est divisée pour former deux nouvelle chaires. Latreille obtient celle des crustacés et insectes, Henri-Marie Ducrotay de Blainville celle des vers et mollusques.
Le 29 février 1832, aux côtés de son ami de toujours Bory de Saint-Vincent, Latreille participe à la fondation de la société entomologique de France, et en devient le premier président d'honneur, la première présidence effective revenant à Audinet-Serville.
Le 10 avril 1832, il démissionne de son poste du Muséum afin de pouvoir s'installer à la campagne et ainsi éviter l'épidémie de choléra. De retour en novembre à Paris, il y meurt d'une maladie de la vessie le 6 février 1833. Il n'avait pas d'enfant, mais il laisse une nièce qu'il avait adoptée. Il est inhumé au cimetière du Père-Lachaise (39e division). La Société entomologique réussit à réunir les fonds nécessaires pour financer un monument à Latreille. Construit au-dessus de la tombe de Latreille, au Père-Lachaise, il comprend un obélisque de 2,7 mètres portant diverses inscriptions, dont une à propos du coléoptère qui lui avait sauvé la vie : « Necrobia ruficollis Latreillii salvator ».
Son œuvre marque une étape importante dans la taxinomie des arthropodes pour lesquels il fonde une classification encore largement utilisée de nos jours. Johan Christian Fabricius le surnomme le Prince de l'entomologie. On lui doit les termes de « prothorax », « mésothorax » et « métathorax ».

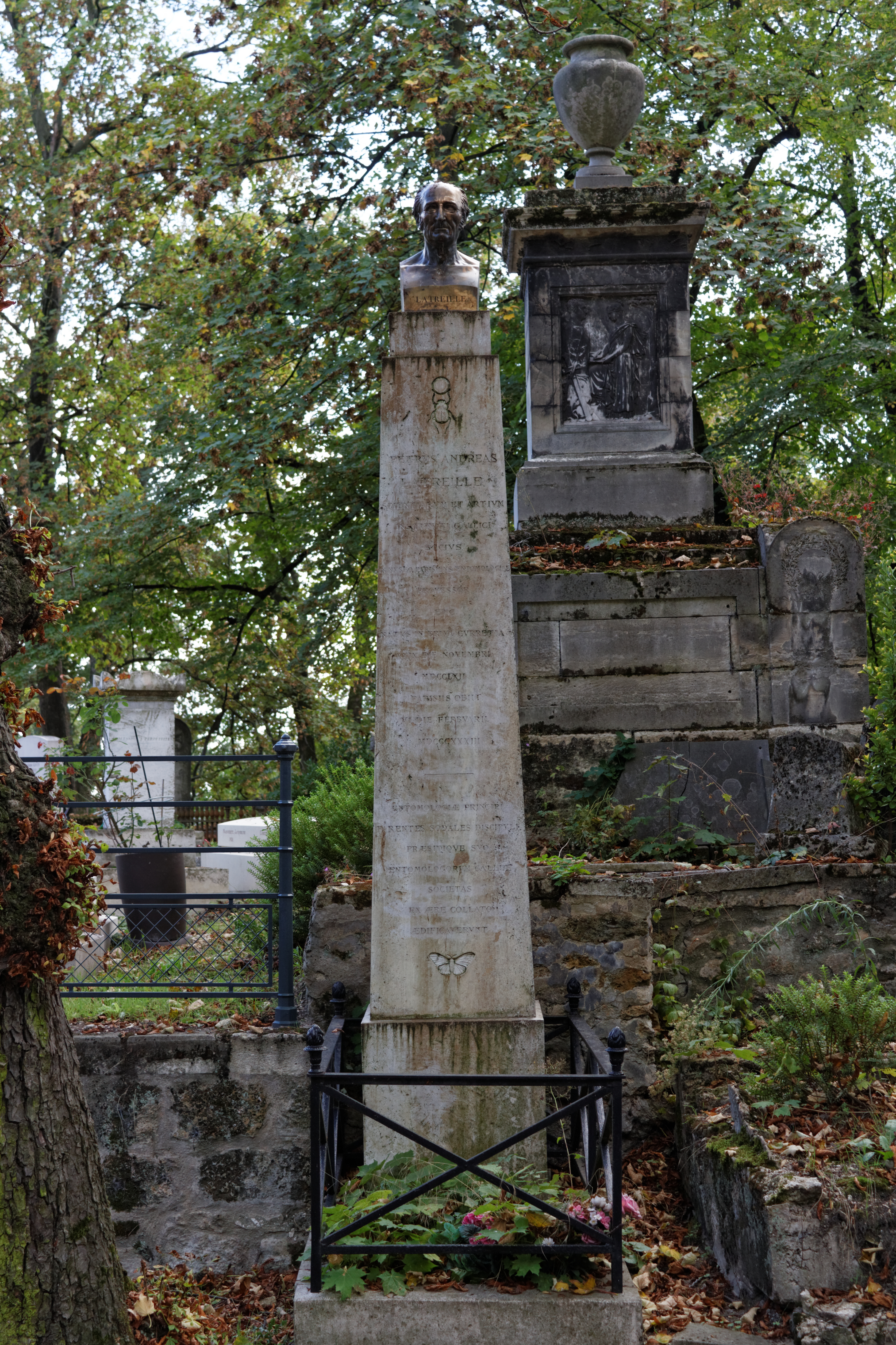
Tombe de Pierre-André Latreille (cimetière du Père-Lachaise,)

## Liste partielle des publications
- Pierre-André Latreille, Précis des caractères génériques des insectes disposés dans un ordre naturel, Brive, impr. F. Bourdeaux, 1796, 201 p. (lire en ligne).
- Pierre-André Latreille, Histoire naturelle des fourmis, et recueil de mémoires et d'observations sur les abeilles, les araignées, les faucheurs, et autres insectes, Paris, impr. Crapelet, 1802 (lire en ligne).
- Pierre-André Latreille et Charles-Nicolas Sonnini, Histoire naturelle des reptiles (4 volumes ; édité comme une partie de l'œuvre de Buffon), Paris, impr. Crapelet, 1802 :
  - tome 1 : Première partie. Quadrupèdes et bipèdes ovipares, 280 p.
  - tome 2 : Première partie. Quadrupèdes et bipèdes ovipares, 332 p.
  - tome 3 : Seconde partie. Serpens, 335 p.
  - tome 4 : Seconde partie. Serpens, 410 p.
- Pierre-André Latreille, Histoire naturelle générale et particulière des crustacés et insectes (fait partie d'une série de 14 volumes par auteurs divers, édités dans une "suite" à Buffon), Paris, impr. F. Dufart, an x, 387 p. (lire en ligne).
- (la) Pierre-André Latreille, Genera crustaceorum et insectorum, secundum ordinem naturalem et familias disposita, 1806-1807 :
  - tome 1 (1806), 302 p.
  - tome 2 (1807), 280 p.
  - tome 3 (1807), 258 p.
  - tome 4 (1809), 399 p.
- Pierre-André Latreille, Considérations générales sur l'ordre naturel des animaux composant les classes des crustacés, des arachnides, et des insectes ; avec un tableau méthodique de leurs genres, disposés en familles, Paris, G. Schœll, 1810, 444 p. (lire en ligne).
- Pierre-André Latreille, Histoire naturelle et Iconographie des Insectes coléoptères d'Europe, 1822, 15 pl. + 198 (lire en ligne).
- Pierre-André Latreille, Familles naturelles du règne animal, exposés succinctement et dans un ordre analytique, 1825 (lire en ligne).
- Pierre-André Latreille, Cours d'entomologie ou d'histoire naturelle (seul le premier volume paraît), Paris, libr. Roret, 1831 (lire en ligne) (également disponible sur books.google.fr).
- Les sections consacrées aux crustacés, aux arachnides et aux insectes dans le Règne animal de Georges Cuvier.
- Latreille fait paraître de nombreux articles dans les Annales du Muséum, l’Encyclopédie méthodique, le Dictionnaire classique d'histoire naturelle.